# Clone de jogo eletrônico
Um clone de videojogo é um jogo eletrônico, console ou série de jogos os quais são muito similares ou fortemente inspirados em jogo ou série de jogos populares anteriores. Alguns gêneros de jogos eletrônicos são fundados por jogos tão arquétipos que jogos similares subsequentes são considerados como derivativos.
O termo clone para apelar jogos é por vezes depreciativo, presumindo uma falta de originalidade, mas eles podem ser tanto uma pura "cópia", a um legítimo derivativo ou aperfeiçoamento do original ou até mesmo uma homenagem a ele.
Em alguns casos, isto pode ser visto como uma forma de plágio ou fraude e poderia ser levado a tribunal .
A clonagem de um jogo em mercados digitais é comum, porque é difícil de prevenir e fácil competir com os jogos existentes. Os desenvolvedores podem requerer copyright dos gráficos, título, história e personagens, mas eles não podem facilmente proteger o design do software e a mecânica de jogo. A patente para a mecânica é possível, mas adquirir uma é caro e demorado.

## Jogos Clonados

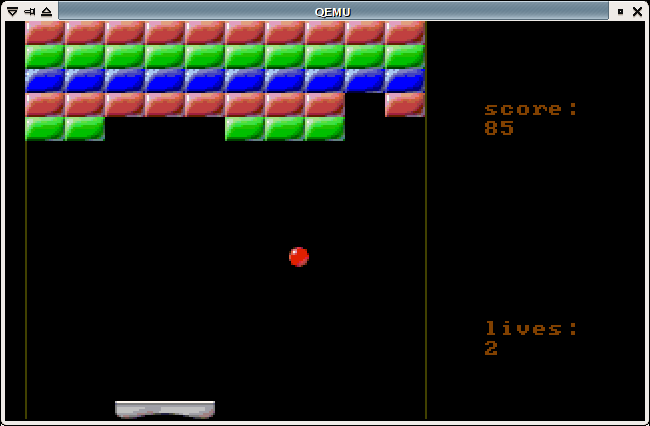
Yakaoid, clone de Arkanoid.

- Arkanoid O lançamento de 1987  da conversão deste jogo de arcade para computador - que é em si um clone de Breakout  - provocou uma enxurrada de clones feita para computadores domésticos até hoje. Exemplos: LBreakout.

- Dungeon Master (1987) foi o primeiro RPG eletrônico em 3D (embora Ultima já tinha dungeons simliares). Ele foi seguido por muitos clones, embora tenha levado alguns anos antes de os clones realmente começam a chegar. Alguns dos clones levou a ideia para um jogo de ficção científica mas a maioria delas permaneceu no mundo de fantasia.

- Tetris foi portado para todas as plataformas mais obscuras, muitas vezes sob diferentes nomes. Exemplos: Quadrapassel, KBlocks, LTris e etc.

- Nos anos 1990, jogos de tiro em primeira pessoa foram clones de Doom. Doom (1993) foi uma sequencia espiritual de Wolfenstein 3D (1992), feito pelos mesmos designers.

- The Great Giana Sisters (1987), famoso jogo de plataforma lançado para o Commodore 64, era um clone de Super Mario Bros a ponto do seu criador quase ter sido processado e o jogo retirado do mercado. Posteriormente foi lançada uma sequência para Nintendo DS, mas a série só teve suas características próprias a partir de Giana Sisters: Twisted Dreams, quando os produtores da série decidiram mostrar que a série Giana Sisters era mais do que uma cópia de Super Mario Bros.

- Warcraft era originalmente um clone de Dune II, o segundo jogo da série é de um novo gênero.

- World of Warcraft foi clonado várias vezes, geralmente por as empresas que permitem que os seus jogos possam ser baixados gratuitamente na internet.

- Super Mario Galaxy tem o seu clone chinês, DuLuDuBi Star. Pouco se sabe sobre esse jogo.

- Guitar Hero tem gerado um grande número de clones: Frets on Fire, Guitar Idol, Freetar, Guitar Zero e Flash Hero são os mais notáveis.

- Asteroids (clones incluem Stardust, Sinistar, Comet Busters! E Minestorm, que foi criado para o console Vectrex)

- Defender (clones incluem Star Ray, Attack of the Mutant Camels, DataSTORM)

- Gravitar (clones incluem Thrust, Gravity Force, OIDS)

- Pac-Man (clones incluem Munch Man (o mais popular jogo para TI-4/99A), Kapman e inúmeros outros)

- Space Invaders (clones incluem Galaga, Phoenix, TI Invaders e Open Invaders)

- Missile Command (clones incluem Libertator, Bio-ship Paladin)

- Qix (clones incluem Gals Panic, Xonix, JezzBall)

- Tron (clones incluem Armagetron Advanced, GLtron)

- Super Mario Bros (clones incluem Super Tux, Secret Maryo Chronicles e Great Giana Sisters).

- Sonic the Hedgehog (clones incluem Open Sonic [pirata] e Open Surge [fork livre e legalizado])

- Diablo (clone inclui FreedroidRPG)

- Minecraft (clones incluem Minetest-c55, Minicraft e etc.)

## Clone de Consoles
Um clone de console é um remake de terceiros de um console de jogos eletrônicos. Em muitos casos, são clandestinos/piratas/não licenciados. Este tipo console muitas vezes é vendido online ou em mercados de pulgas, especialmente nos países em desenvolvimento, onde é visto como uma alternativa acessível para consoles mais caros como o PlayStation 2.
Esse clones vêm em uma variedade de estilos, formas e etc. Em alguns casos, um clone é composto por jogos na memória, e um slot para cartuchos de expansão. Um dos consoles mais clonados de todos os tempos é o Nintendo Entertainment System (NES).
Um dos clones mais populares NES foi o Dendy da Rússia. A máquina é tão popular que, na Rússia, consoles em geral, são muitas vezes referidos como Dendys.